# Dipartimento del Nord (Haiti)
Il dipartimento del Nord è un dipartimento di Haiti. Il capoluogo è Cap-Haïtien.

## Geografia antropica

### Suddivisioni amministrative
Il dipartimento del Nord è suddiviso in 7 arrondissement:
- Acul-du-Nord
- Borgne
- Cap-Haïtien
- Grande-Rivière-du-Nord
- Limbé
- Plaisance
- Saint-Raphaël